# この地の主人たちは話す
『この地の主人たちは話す』（このちのしゅじんたちははなす、朝鮮語:이 땅의 주인들은 말하네）は朝鮮民主主義人民共和国の楽曲である。

## 概要
この地の主人たちは話すは、2001年に創作された北朝鮮歌謡である。2012年7月、牡丹峰楽団の公演の際に披露された。朝鮮の声放送では「この地の主人は語る」の曲名で紹介される。